# Unsub Records
Unsub Records (originalmente Metamorphosis Music) é uma gravadora estadunidense fundada em 2014 pela cantora Katy Perry e pertencente à Capitol Music Group.

## História
Perry anunciou seus planos para lançar um selo primeiramente ao The Hollywood Reporter sobre como o selo seria gerenciado: "Quando esta gravadora não se concretizar, vou tentar evitar as coisas que tiram qualquer chance de lutar por um artista a ter sucesso financeiro. Como as pessoas estão vindo para mim com oportunidades, eu estou pensando, 'Como eu gostaria de ser tratada?'" Em 17 de junho de 2014, Perry anunciou via Twitter que ela havia lançado a Metamorphosis Music como uma subsidiária da Capitol Records. O logotipo da empresa foi revelado mais tarde naquele mesmo dia.
Em 2016, o nome do selo foi mudado para Unsub Records.

## Artistas assinados

### Atuais
- Ferras[2]
- CYN[4]
- Michael J Woodard

## Lançamentos
| Título     | Artista | Data de lançamento  | Tipo   | Ref   |
| ---------- | ------- | ------------------- | ------ | ----- |
| Ferras     | Ferras  | 14 de junho de 2014 | EP     | [ 5 ] |
| "Closer"   | Ferras  | 24 de junho de 2016 | Single | [ 6 ] |
| "Together" | CYN     | 14 de julho de 2017 | Single | [ 4 ] |